# Ranunculus polyrhizos
Ranunculus polyrhizos Stephan ex Willd. – gatunek rośliny z rodziny jaskrowatych (Ranunculaceae Juss.). Występuje naturalnie w Rosji (w zachodniej części Syberii, Kazachstanie oraz Chinach (w regionie autonomicznym Sinciang). 

## Morfologia
PokrójBylina o lekko owłosionych pędach. Dorasta do 5–20 cm wysokości.
LiścieSą trójsieczne lub trójdzielne. W zarysie mają nerkowaty lub nerkowato pięciokątny kształt, złożone z segmentów owalnych i dwuklapowych. Mierzą 0,5–2 cm długości oraz 1–3,5 cm szerokości. Nasada liścia ma sercowaty kształt. Ogonek liściowy jest nagi i ma 1,5–5 cm długości.
KwiatySą pojedyncze. Pojawiają się na szczytach pędów. Mają żółtą barwę. Dorastają do 11–19 mm średnicy. Mają 5 owalnych działek kielicha, które dorastają do 5 mm długości. Mają 5 odwrotnie owalnych płatków o długości 5–10 mm.
OwoceOwłosione niełupki o odwrotnie jajowatym kształcie i długości 1–2 mm. Tworzą owoc zbiorowy – wieloniełupkę o prawie kulistym kształcie i dorastającą do 5 mm długości.

## Biologia i ekologia
Rośnie na łąkach. Występuje na wysokości do 1700 m n.p.m.